# 成都SKP
成都SKP（英語：Chengdu SKP）位於成都市武侯區天府大道北段2001號，交子商業區之內，錦城廣場以東，是成都的一座高奢購物商場，於2022年12月20日開始試營業。商場分為SKP、LUXURY AVENUES及SKP-S三部分，面積達26萬平方米。商場發展商為北京華聯，設計由Sybarite主理。商場所在的位置最初規劃作為錦城廣場P+R換乘中心及天府国际机场城市航站樓之用，2020年6月落實興建，為內地首個下沉式商場，除SKP及SKP-S以外所有部分均位於下沉式廣場內，地面為公園綠地及藝術空間。
商場整體定位高端，入駐品牌約1300個，其中超過200個品牌為首次在西南地區甚至全國設置店鋪。

## 地理位置及出入口
商場位於交子商業區，毗鄰18号线锦城广场东站、天府大道及 成都绕城高速。商場停車場出入口設置於天府大道北段及錦悅東路。與其他商場不同的是，由於SKP的地面層為公園綠地，因此設置有多個進入商場範圍的行人出入口。惟商場尚未有通道連接地鐵錦城廣場東站，搭乘18號線的訪客無法直接由地鐵大堂進入商場。而地鐵錦城廣場東站與锦城广场站目前仍分屬兩座車站，沒有任何通道連接，因此搭乘1号线的訪客需由錦城廣場站出站後步行穿過環球中心停車場及天府大道後再進入商場。

## 商場設計
商場由北至南依次分為SKP、LUXURY AVENUES及SKP-S三部分。其中SKP及SKP-S為地下商場，地面為公園綠地及藝術空間。LUXURY AVENUES為下沉式廣場，商店分佈於南北走向通道兩側，中央設有藝術景觀及地下部分主入口“水幕盒子”。

## 公共交通
成都地鐵
- 成都地铁18号线：錦城廣場東
- 成都地铁1号线：錦城廣場

成都公交
- 地鐵錦城廣場東站

## 其他地區的SKP
- 北京SKP
- 西安SKP